# Мартовський (Желєзногорський район)
Мартовський (рос. Мартовский) — селище в Желєзногорському районі Курської області Російської Федерації.
Населення становить 134 особи. Входить до складу муніципального утворення Новоандросівська сільрада.

## Історія
Населений пункт розташований на території українського етнічного та культурного краю Східна Слобожанщина.
Від 2004 року входить до складу муніципального утворення Новоандросівська сільрада.

## Населення
| 1979 | 2002 | 2010 |
| ---- | ---- | ---- |
| 155  | ↘148 | ↘134 |